# Microdus crenulatus
Microdus crenulatus là một loài Rêu trong họ Dicranaceae. Loài này được (Broth.) Paris mô tả khoa học đầu tiên năm 1905.